# Elliot Anderson
Elliot Anderson (* 6. listopadu 2002 Whitley Bay) je skotský profesionální fotbalista, který hraje na pozici středního či ofensivního záložníka za anglický klub Nottingham Forest FC. Je také bývalým skotským mládežnickým reprezentantem.

## Klubová kariéra
Anderson se připojil k akademii Newcastlu United v osmi letech, předtím působil v klubu Wallsend Boys Club. V listopadu 2019 podepsal s klubem svou první profesionální smlouvu.
Dne 9. ledna 2021 Anderson debutoval v A-týmu při porážce 2:0 s Arsenalem ve třetím kole FA Cupu. 18. ledna debutoval Anderson i v Premier League, a to v zápase proti stejnému soupeři.
Do základní sestavy Newcastlu se však nedokázal prosadit, a tak v lednu 2022 odešel na půlroční hostování do Bristolu Rovers, který hrál League Two. V květnu získal Anderson ocenění pro nejlepšího mladého hráče ligy za měsíc duben 2022 poté, co se díky třem gólům a dvěma asistencím v šesti zápasech přiblížil Bristol k automatickému postupu do třetí ligy, později získal i cenu pro nejlepšího hráče měsíce v EFL League Two. Anderson v jarní části sezóny odehrál 21 ligových utkání, v nichž vstřelil 8 branek a pomohl klubu k postupu do EFL League One.
Na začátku sezóny 2022/23 se stabilizoval v A-týmu Newcastlu. 21. září 2022 byl Anderson odměněn novou dlouhodobou smlouvou. 26. února 2023 nastoupil do finále EFL Cupu proti Manchesteru United, Newcastle však utkání prohrál 0:2. V sezóně 2022/23 odehrál 27 soutěžních utkání, přes velkou konkurenci ve středu pole (Bruno Guimarães, Joelinton, Joe Willock, Sean Longstaff) však většinou nastupoval jen z lavičky náhradníků.
Dne 19. září 2023 debutoval Andersen v Lize mistrů při bezbrankové remíze s AC Milán.

## Reprezentační kariéra
Anderson se narodil v Anglii. Je skotského původu, jeho babička z otcovy strany se narodila v Glasgow a později žila ve Whitley Bay.
V srpnu 2023 byl Anderson trenérem Stevem Clarkem poprvé povolán do skotské reprezentace. Svého debutu se však nedočkal kvůli zranění.